# N'Damvu Tsiku-Pezo
N'Damvu Tsiku-Pezo né à Boma dans le Bas-Congo (actuellement Kongo-central), le 10 février 1939, est un artiste peintre de la République démocratique du Congo.